# Mårum
Mårum – wieś w Danii, w regionie Stołecznym, w gminie Gribskov.